# Angyal Ilka
Klár Józsefné Angyal Ilka, Angyal Ilona (Felcsút, 1839. december 5. – Kömlőd, 1926. szeptember 7.) színésznő, súgó, drámaírónő.

## Pályafutása
Angyal Antal földbirtokos és Stetner Auguszta nemes szülők leánya. Édesanyja korán elhunyt és így nagyanyja, Stettner Imréné Kenessey Klára nevelte. 13 éves korában Pestre vitte Kalchbrenner Karolin magánnevelő intézetébe, ahol két évig, nagyanyja haláláig tartózkodott. Ekkor hazament. Nem sokáig maradt otthon, férjhez ment, azonban húsz éves korában (háromhavi házasság után) megözvegyült. 
Rongyos Tóth János színigazgató rábeszélésére színésznővé avatták Székesfehérvárott és ott vendégszerepelt. 1859. április 1-jén Szuper Károly társulatánál lépett fel Veszprémben és ezután egyik társulattól a másikhoz vetődött (direktorai voltak: Sipos, Hubay, Mannsberger, Szigeti, Aradi), folyton haladva és a közönség becsülésében gyarapodva. Közben tetemes örökséget is kapott, de ennél többre becsülte a jó szerepeket. 1872 februárjában a pesti Nemzeti Színházhoz kapott meghívást vendégszereplésre. Szerződtették és 1873 áprilisában foglalta el szerepkörét. Vízvári Gyulával lépett fel egyszerre a Csizmadia mint kísértetben (a vén szűzek, a gonosz boszorkányok, a pártában maradt rossz nénikék sat. személyesítője volt). 
Paulay bukásával az Orczy-rezsim idején ő is elhagyta a Nemzeti Színházat. Visszament vidékre és onnan szerződtette a Népszínházhoz, annak megnyíltával Rákosi Jenő, akinek sokat köszönhetett, különösen azt, hogy 17 évet tölthetett a Népszinháznál, mint írja önéletrajzában. 1893. szeptember 13-én lépett fel utoljára a Peleskei Nótáriusban mint Dorka géci boszorkány; ekkor elbúcsúztak tőle pályatársai, Szabó Antal mondta a búcsúbeszédet. Átadták neki a pályatársak közt gyűjtött 200 forintot, a tehénrevalót, mert az volt a vágya, hogy ha visszavonul a színpadtól, tehenet vásárolhasson. 
Klárné művészete klasszikus reliefet kapott a Toloncban, A vöröshajúban, A piros bugyellárisban, a Felhő Kláriban, a Csókon szerzett vőlegényben. A nyelves, minden lében kanál nénémasszonyok ábrázolásában utolérhetetlen volt. Klárnét nemcsak a színművészet, hanem a színműirodalom is magáénak vallotta. Erős színpadi érzékkel és karakterizáló tehetséggel néhány olyan népszínművet írt, amely a 19. század utolsó harmadában a tömegek tetszését vívta ki. Maradandó sikere csak egy színdarabjának volt: Az árendás zsidónak (Bem. 1884. november 21.), amelynek címszerepében Solymosi Elek parádézott. A keresztény gyermeket örökbefogadó, jószívű falusi zsidó típusát rajzolta meg Klárné ebben a népszínművében. A fénykorát élő Népszínház műsordarabja lett Az árendás zsidó, amely mögött elmaradt sikerben a szintén eleven és kedves Urak és cselédek című népies játék. (Bem. 1885. december 1.)
Férje Klár József (Zsombolya, 1831 – Petrozsény, 1892. április 4.) karnagy, akivel 1864 decemberében kötött házasságot. Klár 1847-ben mint hegedűs kezdte a pályát, vidéki társulatoknál működött.
Cikke a Magyar Geniuszban (1892. 37. sz. Klárné önmagáról).

## Fontosabb szerepei
- Tóti Dorka (Gaál J.: A peleskei nótárius)
- Sári (Lukácsy S.: Vereshajú)
- Szájasné (Tóth E.: Tolonc)
- Kövesiné (Lukácsy S.: Kósza Jutka)
- Labdacsné (Szigligeti E.: Csikós)
- Kántorné (Berczik Á.: Az igmándi kispap)
- Boszorkány Erzsók (Győry V.: Nótás Kata)
- Kaptáné (Nestroy: Lumpáci Vagabundus)

## Színművei
- Az árendás zsidó, ered. népszinmű dalokkal 3 felv., zenéje Hegyi Bélától és Bátor Sz.-tól (előadták a Népszinházban 1884. nov. 21.);
- Urak és cselédek. ered. bohózat dalokkal 3 felv. (először a Népszinházban 1885. dec. 1.);
- Ne vígy minket a kisértetbe c. népszinműve 1887-ben a vidéken aratott sikert;
- Szép Darinka, népszinmű 3 felv. (először a Népszínházban 1892. ápr. 23.);
- Boris asszony c. népszínművével 1893-ban a kolozsvári népszínmű-pályázaton fele díjat nyert.

## Működési adatai
1859–60: Kőszeg, Szombathely; 1860: Nagyvárad; 1864: Miskolc; 1865: Debrecen; 1866: Szeged; 1868: Győr; 1869: Nagybecskerek; 1870: Szászváros; 1870–73: Szeged; 1871: Hódmezővásárhely; 1872: Temesvár; 1873: Nemzeti Színház; 1874: Mosonyi Károly.